# Poursuites judiciaires contre Luiz Inácio Lula da Silva

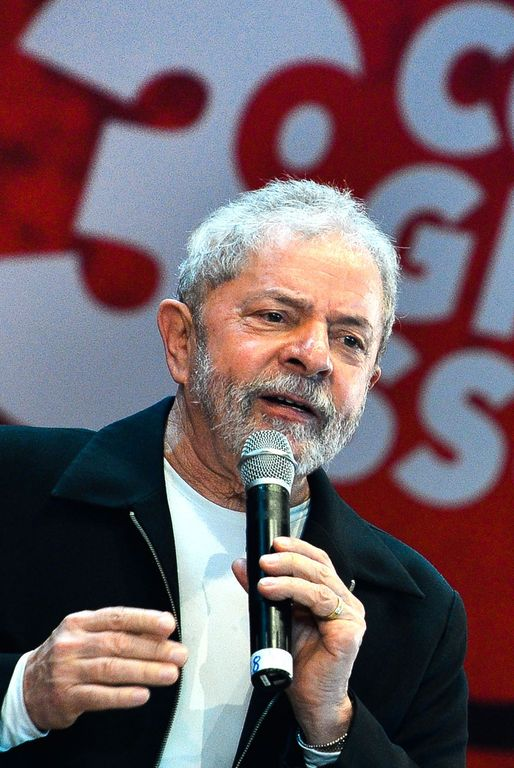
Luiz Inácio Lula da Silva en 2015.

Luiz Inácio Lula da Silva, président du Brésil, fait dans les années 2010 l’objet de poursuites judiciaires.
En 2018, dans le cadre du scandale Petrobas, il est condamné à 12 ans d’emprisonnement pour corruption et blanchiment d’argent. Par la suite, il est emprisonné et déclaré inéligible en vue de l’élection présidentielle de 2018. Ses condamnations sont annulées en 2021.

## Historique

### Premières citations
En février 2011, le ministère public réclame l'ouverture d'une procédure contre lui pour utilisation irrégulière de fonds publics et sollicite le gel de ses avoirs. Lula est accusé d'avoir utilisé des fonds publics pour financer une campagne de promotion politique en 2004, pour un coût estimé à quatre millions d'euros.
Début mars 2016, Delcídio do Amaral, sénateur du Parti des travailleurs et ancien chef de la majorité au Sénat, accuse Lula d'avoir « dirigé le système » de corruption et de blanchiment d'argent mis au jour dans le cadre du scandale Petrobras, touchant l’entreprise pétrolière publique Petrobras et les géants brésiliens du BTP, qui auraient formé un cartel pour se partager et surfacturer des marchés publics,. En contrepartie, des pots-de-vin auraient été versés à des partis de la coalition gouvernementale de centre gauche et auraient eu pour principal objectif de financer de façon occulte des campagnes électorales et de rémunérer illégalement des personnalités politiques.
Le domicile de Lula dans la banlieue de São Paulo est perquisitionné le 4 mars 2016, sur ordre du juge fédéral Sérgio Moro. Lula est ensuite arrêté et placé en garde à vue pendant trois heures. Le procureur Carlos Fernando dos Santos Lima indique qu'il a reçu « beaucoup de faveurs » de grandes entreprises du bâtiment accusées dans cette affaire, notamment 30 millions de reals (7,3 millions d'euros) de dons et d'honoraires ; il cite principalement des travaux entrepris dans une maison de campagne et l’aménagement d’un triplex dont il dément être propriétaire. Le 11 mars, le parquet de São Paulo réclame sa détention provisoire pour blanchiment d'argent et falsification d'identité concernant la possession de son appartement. Le procureur affirme que sa fondation, l’Institut Lula, a été en grande partie financée par ces entreprises.

### Enquêtes et inculpations
Le 29 juillet 2016, Lula est inculpé dans le scandale Petrobras pour tentative d'entrave à la justice. L'ancien président se défend d'avoir commis tout acte illégal et affirme qu'il s'agit d'une manœuvre de la justice visant à l'écarter de la course à la présidentielle de 2018.
Une nouvelle enquête est ouverte à son encontre et à l'encontre de la présidente suspendue, Dilma Rousseff, le 17 août 2016, pour « entrave à la justice », au sujet de sa nomination comme chef de cabinet en mars de la même année.
Le 26 août 2016, la police brésilienne inculpe Lula, ainsi que sa femme et trois autres personnes, pour corruption passive et blanchiment d'argent pour l'achat présumé d'un appartement et d'une maison de campagne de façon illicite. Le parquet demande son inculpation le 14 septembre 2016 ; le procureur Deltan Dallagnol précise que Lula était le « commandant suprême » de la structure de corruption liée au groupe public pétrolier et que « sans son pouvoir de décision, rien n’aurait été possible ». Le juge Sérgio Moro décide, le 21 septembre 2016, d'instruire son procès pour corruption et blanchiment d'argent.
La police fédérale brésilienne présente de nouveaux éléments l'accusant de corruption passive le 5 octobre 2016 : il est accusé d'avoir usé de son influence pour favoriser l'entreprise de construction Odebrecht dans des contrats en Angola en échange de pots-de-vin. Cette entreprise aurait versé 20 millions de réais à l’entreprise Exergia, dont un des associés est Taiguara Rodrigues, un neveu de Lula ; selon les enquêteurs, ce dessous-de-table de 20 millions de réais serait directement revenu à Lula et à son neveu.
Le 2 août 2017, il est inculpé pour avoir supposément intercédé en faveur de Petrobras, en échange de pots-de-vin, pour la rénovation d'une ferme. Le 5 septembre 2017, il est inculpé, avec Dilma Rousseff, pour des délits d'« organisation criminelle » : il est accusé d'être à l'origine d'un système de pots-de-vin ayant bénéficié au Parti des travailleurs « à travers des établissements publics comme Petrobras, la Banque nationale du développement ou le ministère de la Planification » entre 2002 et 2016.
Lula se dit victime d’un complot des « élites ». En janvier 2017, douze députés américains du Parti démocrate dénoncent les méthodes du juge Moro et ce qu'ils considèrent être une persécution politique.
S’il reste la personnalité politique la plus populaire au Brésil, quelque 3,5 millions de personnes manifestent au Brésil le 13 mars 2016 pour réclamer le départ de la présidence de Dilma Rousseff et le jugement de Lula. Un sondage réalisé par l'institut MDA pour l'organisation patronale de la Fédération nationale des Transports indique que 70 % des Brésiliens jugent Lula corrompu.

### Condamnations

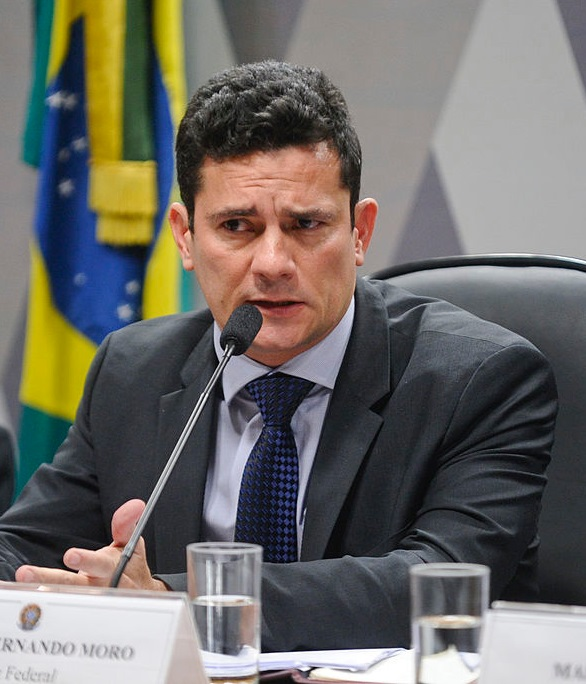
Le juge fédéral Sérgio Moro.

Le 12 juillet 2017, dans le cadre du scandale Petrobras, Sérgio Moro le condamne à neuf ans et six mois de prison pour corruption passive et blanchiment d'argent. Il est reconnu coupable d'avoir accepté 3,7 millions de reals, dont un appartement dans une station balnéaire, de la part de l’entreprise d’ingénierie OAS, en remerciement de son intervention pour l’attribution de contrats à Petrobras. C’est la première fois dans l’histoire du Brésil qu’un chef de l'État est condamné pour corruption. Sur décision de Sérgio Moro, Lula reste en liberté en attendant la décision du tribunal fédéral régional de Porto Alegre, en seconde instance. Le 1er août 2017, le parquet fédéral fait appel de la condamnation, l'estimant insuffisante. Dans le même temps, la justice gèle ses avoirs et saisit ses trois appartements, ses deux voitures et un terrain lui appartenant.
En seconde instance, le 24 janvier 2018, sa peine est aggravée : il est condamné en appel à douze ans et un mois de prison,. Cette décision est accueillie avec soulagement par les milieux d'affaires (la bourse de São Paulo gagne 3,7 % le 24 janvier).
Selon l'universitaire Sébastien Velut, le fondement juridique de cette condamnation est « extrêmement mince » : l’appartement concerné par l'affaire n'est pas officiellement la propriété de Lula (bien qu'il soit accusé d'en être le propriétaire officieux, la preuve n'est pas établie), et l'argument principal utilisé par le juge Moro pour condamner Lula étant la dénonciation de Leo Pinheiro, l'ancien directeur de l'entreprise OAS, qui a vu sa peine réduite de 30 ans à 2 ans de prison en échange de son témoignage. D'après le chercheur à l'Iris Jean-Jacques Kourliandsky, la condamnation peut être problématique car elle « repose sur la présomption, non pas d’innocence qui doit jouer en faveur de toute personne qui passe devant un tribunal, mais sur une présomption de culpabilité ». Elle pourrait également questionner sur l'indépendance de la justice brésilienne, les juges appartenant généralement eux-mêmes aux élites économiques du Brésil ; cependant, depuis le début de l'opération Lava Jato, des hommes politiques de tous bords ont été condamnés,. L'historien du Brésil Antoine Acker voit dans cette condamnation la « continuité de l’impeachment de Dilma Rousseff », visant à écarter du pouvoir le Parti des travailleurs.
Le 25 janvier 2018, son passeport lui est retiré alors qu'il devait se rendre en Éthiopie pour un sommet organisé par l'ONU. Le 3 février, estimant ne pas pouvoir « conclure qu'il avait l'intention de fuir le pays dans le but d’échapper à l'application de notre loi pénale » et que « sa sortie du pays était justifiée par un engagement professionnel déjà pris, c'est seulement avec beaucoup d’imagination » qu'il aurait été possible de faire une telle hypothèse, un autre juge décide de lui rendre son passeport.
Après le rejet de plusieurs recours de Lula, la Cour suprême doit se prononcer sur la demande d'Habeas corpus de celui-ci. En acceptant sa requête, la cour reviendrait sur sa jurisprudence permettant l'emprisonnement d'un accusé à l'issue d'un verdict de second instance, sans épuisement de toutes les voies de recours. Cette jurisprudence présente l'avantage de contourner l'extrême lenteur de la justice, qui permet à des accusés de rester libres des années ou des décennies durant (la Cour suprême brésilienne reçoit plus de 7 000 dossiers par an). Concernant cette jurisprudence, le professeur de droit constitutionnel Roberto Dias indique : « L’exécution des peines de prison dès la deuxième instance a donné beaucoup de force à Lava Jato. Elle a forcé les prévenus apeurés à passer aux aveux. ». De même, le procureur Deltan Dallagnol déclare : « Un échec signifiera que tous les corrompus de tous les partis ne seraient jamais rendus responsables de leurs actes, pour Lava Jato et au-delà ».
Le Conseil des droits de l'homme des Nations unies demande à l’État brésilien d'autoriser Lula à se présenter à l’élection présidentielle tant que tous ses recours ne sont pas encore traités.
Le 8 novembre 2018, Gabriela Hardt, nouvelle magistrate chargée du dossier, annonce que Lula sera interrogé sur un nouveau volet lié à la rénovation du triplex. Le 6 février 2019, dans le cadre de cette affaire, Lula est condamné à 12 ans et 11 mois de réclusion pour corruption et blanchiment.
Dans le cadre de l'affaire de la rénovation d'une propriété, en février 2019, il est condamné à 12 ans et 11 mois de réclusion pour corruption et blanchiment.
Le 23 avril, sa première peine est réduite à huit ans et dix mois.

### Détention
Le 4 avril 2018, dans un contexte particulièrement tendu dans le pays, les juges de la Cour suprême rejettent la demande d'Habeas corpus de Lula par six voix contre cinq, ce qui ouvre la voie à son emprisonnement. Le lendemain, le juge Sérgio Moro émet un ordre d'arrestation à son encontre. Retranché au siège du syndicat des métallurgistes de São Bernardo do Campo, Lula refuse pendant deux jours de se rendre.
Finalement, le 7 avril, il se constitue prisonnier auprès de la police fédérale de Curitiba. En attendant un transfèrement, il se voit incarcéré dans une cellule de 15 mètres carrés, spécialement aménagée pour lui à l'écart des autres détenus,. Selon Le Temps, il est soumis à un « traitement d’exception » habituellement réservé aux criminels dangereux en étant confiné en cellule d’isolement, privé « de la plupart de ses visites » et interdit de parole publique. Le 8 juillet 2018, un juge suppléant ordonne sa libération en vertu de l'habeas corpus, mais cette décision est annulée par un autre juge de la cour d'appel.
Le 30 avril 2018, il est inculpé dans une nouvelle affaire de corruption pour des faits datant de 2010.

### Inéligibilité
Il reste favori de l'élection présidentielle avec environ 30 % d'intentions de vote au premier tour,. Le 24 avril 2018, il propose au Parti des travailleurs de désigner, s'il le souhaite, un autre candidat, mais celui-ci lui réaffirme son soutien. Le 4 août 2018, son parti le désigne néanmoins comme candidat. Pour sa part, Fernando Haddad est désigné comme son colistier, et doit lui succéder à la tête du ticket après la probable confirmation de son inéligibilité. Celle-ci est confirmée le 31 août par le Tribunal suprême électoral, par six voix contre une, en vertu de la loi dite du « casier vierge », qui prévoit une peine d’inéligibilité de huit ans pour toute personne ayant été condamnée en appel.
Le 5 septembre, Lula annonce déposer des recours au Tribunal suprême fédéral et à l'ONU. Son recours au Tribunal suprême électoral est rejeté le 6 septembre. Le PT se voit sommé de désigner un nouveau candidat avant le 12 septembre. Le général Eduardo Villas Boas, commandant en chef de l'armée brésilienne, critique une éventuelle candidature de Lula, au nom de la « souveraineté nationale ».
Haddad est officiellement désigné candidat par le Parti des travailleurs le 11 septembre 2018. Un peu plus tôt dans la journée, le TSE avait rejeté une demande de la défense de l'ancien président de repousser la date butoir au 17 septembre.

### Accusation de partialité de 2019
En juin 2019, le journal d'investigation The Intercept accuse le juge Sérgio Moro et les enquêteurs chargés de l'enquête anticorruption Lava Jato d’avoir comploté entre eux pour empêcher Lula de se présenter à l'élection présidentielle de 2018,. Un recours sur l'impartialité de Moro et un autre sur une demande de libération de Lula seront examinés.
Carlos Melo, professeur des Sciences politiques à la Business School Insper à São Paulo, affirme dans The Guardian : « C'est comme empêcher l'autre équipe de participer. Comme s'ils avaient décidé d'être les seuls à jouer la partie [de l'élection présidentielle]. »
Après ces révélations, le Tribunal suprême fédéral décide de reprendre le procès.

### Libération
Le 8 novembre 2019, au lendemain du changement par la Cour suprême de la jurisprudence sur l'Habeas corpus, il est libéré, sa condamnation n'étant pas jugée définitive. Il est alors accueilli par plusieurs de ses partisans, dont sa compagne Rosangela da Silva, qu'il doit épouser prochainement.
Il est acquitté en décembre pour l'une des accusations, le magistrat chargé du dossier estimant que « la plainte présentée, en vérité, traduit une tentative de criminaliser l’activité politique » des personnes concernées.
En mai 2020, il est condamné à 17 ans de prison en appel dans une autre affaire.
En mars 2021, Edson Fachin, juge au Tribunal suprême fédéral, annule les condamnations visant Lula, estimant que le tribunal de Curitiba n’était pas compétent pour juger les quatre affaires le concernant, celles-ci étant renvoyées devant un tribunal fédéral de Brasilia. En attendant de nouveaux jugements, les droits politiques de Lula sont restaurés et sa candidature à l'élection de 2022 est possible. En avril 2021, le Tribunal suprême fédéral confirme l’annulation des condamnations de Lula.